# Dziennik rozbiórki
Dziennik rozbiórki – przed 27 stycznia 2023 r. urzędowy dokument przebiegu robót budowlanych polegających na rozbiórce określonego obiektu budowlanego oraz zdarzeń i okoliczności zachodzących w toku wykonywania tych robót, co określone było w art. 45 ust. 1 Prawa budowlanego. Dziennik rozbiórki był więc w swej istocie tym samym co dziennik budowy, ale dla robót budowlanych polegających na rozbiórce obiektu. Dokumentował on więc inną, ostatnią fazę istnienia danego obiektu budowlanego:
- powstawanie obiektu budowlanego – dziennik budowy
- eksploatacja obiektu budowlanego – książka obiektu budowlanego
- likwidacja obiektu budowlanego – dziennik rozbiórki.

Do dziennika rozbiórki stosowano odpowiednio przepisy prawa dotyczące dziennika budowy (art. 45 ust. 9), np. w zakresie założenia dziennika, jego formatu, osób uprawnionych do dokonywania wpisów w dzienniku, sposobie przechowywania itp.. Od 27 stycznia 2023 r. również w przypadku rozbiórki prowadzi się dziennik budowy.